# جيروم درايتون
جيروم درايتون هو منافس ألعاب قوى كندي، ولد في 10 يناير 1945 في كولبرمور في ألمانيا.

## وصلات خارجية
- جيروم درايتون على موقع الاتحاد الدولي لألعاب القوى (الإنجليزية)
- جيروم درايتون على موقع أوليمبيديا (الإنجليزية)
- جيروم درايتون على موقع اللجنة الأولمبية الكندية (الإنجليزية)
- جيروم درايتون على موقع اتحاد ألعاب الكومنولث (مؤرشف) (الإنجليزية)
- جيروم درايتون على موقع قاعة كندا للمشاهير الرياضية (الإنجليزية)